# Knights of the Cross
Knights of the Cross je osmé studiové album německé power metalové skupiny Grave Digger. Je koncipováno jako druhý díl středověké trilogie (následuje po albu Tunes of War, předchází nahrávce Exculibur). Bylo vydáno v roce 1998 u vydavatelství GUN Records. Mezi ústřední motivy alba patří příběhy templářských rytířů, křížových výprav a hledání Svatého grálu.

## Seznam skladeb
1. "Deus Lo Vult" – 2:28
2. "Knights of the Cross" – 4:36
3. "Monks of War" – 3:38
4. "Heroes of This Time" – 4:10
5. "Fanatic Assassins" – 3:41
6. "Lionheart" – 4:33
7. "The Keeper of the Holy Grail" – 5:57
8. "Inquisition" – 3:48
9. "Baphomet" – 4:13
10. "Over the Sea" – 3:51
11. "The Curse of Jacques" – 4:53
12. "The Battle of Bannockburn" – 6:42

## Obsazení
- Chris Boltendahl – zpěv
- Uwe Lulis – kytara
- Jens Becker – basa
- Stefan Arnold – bicí
- H. P. Katzenburg – klávesy